# Otto 2. af Nassau-Siegen
Otto 2. af Nassau-Siegen (omkring 1305–1350) var greve af Nassau-Siegen og Nassau-Dillenburg fra 1343 til 1350. 

## Forældre
Otto 2. var søn af Adelheid af Heinsberg-Blankenberg og Henrik 1. af Nassau-Siegen.

## Ægteskab og børn
Johan 1. giftede sig med Adelheid af Vianden.
Deres ældste søn Johan 1. af Nassau-Dillenburg blev greve af Nassau-Dillenburg. 